# Max Abraham

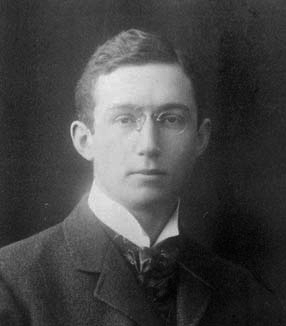
Max Abraham (um 1905)

Max Abraham (* 26. März 1875 in Danzig; † 16. November 1922 in München) war ein deutscher theoretischer Physiker.

## Leben
Abraham stammte aus einer wohlhabenden jüdischen Kaufmannsfamilie. Er studierte Physik an der Universität Berlin und promovierte 1897 bei Max Planck; anschließend arbeitete er als Assistent bei Planck. Von 1900 bis 1909 war er unbezahlter Privatdozent in Göttingen. Im Jahre 1909 fand er eine Anstellung an der University of Illinois (USA), jedoch kehrte er schon nach wenigen Monaten nach Göttingen zurück. Auf Einladung von Tullio Levi-Civita ging er darauf nach Mailand, wo er Professor für rationale Mechanik wurde. Zu Beginn des Ersten Weltkriegs musste er nach Deutschland zurückkehren, wo er an der Technischen Hochschule Stuttgart eine Physik-Professur vertrat. 1921 erhielt er einen Lehrstuhl in Aachen, jedoch erkrankte er wenig später an einem Hirntumor und verstarb im folgenden Jahr.

## Werk
Abrahams wissenschaftliche Arbeit stand meistens in direktem Bezug zur Maxwellschen Theorie des Elektromagnetismus; er verfasste ein zweibändiges Werk über Elektrodynamik („Theorie der Elektrizität“), welches rasch zu einem Standardwerk und mehrmals überarbeitet neu aufgelegt wurde. Dabei war der erste Band (1904) eine Bearbeitung des gleichnamigen Buches von August Föppl (1894), wohingegen der zweite Band (1905) von Abraham alleine verfasst wurde.
Um 1902 entwickelte er eine Theorie, der zufolge Elektronen perfekte starre Kugeln seien mit gleichmäßig über die Oberfläche verteilter Ladung. Es war dies die erste feldtheoretische Konzeption des Elektrons, welche großen Einfluss auf die weitere Entwicklung der Elektronentheorie hatte. Dabei prägte er die Begriffe „longitudinale“ und „transversale“ elektromagnetische Masse, wobei seine Angaben mit den Experimenten von Walter Kaufmann (1901, 1905) vorerst sogar besser übereinzustimmen schienen, als die entsprechenden Formeln zur „relativistischen Masse“ von Hendrik Antoon Lorentz und Albert Einstein. Erst durch die Experimente von Alfred Bucherer (1908) und anderen änderte sich dies. Das Relativitätsprinzip bzw. die Relativitätstheorie lehnte er überhaupt ab – obwohl er sie rascher begriff als viele andere – weil sie der Annahme einer elektromagnetischen Natur aller physikalischen Prozesse widersprach. Abraham zog es überdies vor, an der Äther-Hypothese festzuhalten, welche er als eher im Einklang mit dem „gesunden Menschenverstand“ empfand.
Er führte mit Einstein einen umfangreichen Briefwechsel und ließ sich schließlich (um 1912) soweit überzeugen, dass die Spezielle Relativitätstheorie logisch korrekt aufgebaut sei; dennoch hielt er sie für ungeeignet, die physikalische Realität zu beschreiben. Darüber hinaus entwarf er seine eigene Gravitationstheorie, wobei es in diesem Zusammenhang zu einem Disput mit Einstein kam. Abraham (1912) glaubte, dass Einstein während seiner Arbeiten zum Äquivalenzprinzip durch Aufgabe der uneingeschränkten Gültigkeit der Lichtkonstanz der Speziellen Relativitätstheorie den „Gnadenstoß“ versetzt habe, was jedoch von Einstein umgehend zurückgewiesen wurde. Trotz der unterschiedlichen Meinungen erkannte Einstein an, dass Abraham einer der wenigen war, die seine Bemühungen bei der Entwicklung der Allgemeinen Relativitätstheorie verstanden hatten – auch wenn er sie ablehnte.
Nach seinem Tode schrieben Max Born und Max von Laue in einem Nachruf über ihn:
Er liebte seinen absoluten Äther, seine Feldgleichungen, seine starren Elektronen gerade so wie ein junger Mann seine erste Liebe, deren Erinnerungen keine späteren Erfahrungen auslöschen können.

## Publikationen
- Abraham, M.: Dynamik des Electrons. In: Göttinger Nachrichten. 1902, S. 20–41.

- Abraham, M.: Prinzipien der Dynamik des Elektrons. In: Physikalische Zeitschrift. Band 4, 1b, 1902, S. 57–62.

- Abraham, M.: Prinzipien der Dynamik des Elektrons. In: Annalen der Physik. Band 10, 1903, S. 105–179.

- Abraham, M.: Die Grundhypothesen der Elektronentheorie. In: Physikalische Zeitschrift. Band 5, 1904, S. 576–579.

- Abraham, M.: Zur Theorie der Strahlung und des Strahlungsdruckes. In: Annalen der Physik. Band 14, 1904, S. 236–287 (weltderphysik.de).

- Abraham, M. & Föppl. A.: Theorie der Elektrizität: Einführung in die Maxwellsche Theorie der Elektrizität. Teubner, Leipzig 1904.

- Abraham, M.: Theorie der Elektrizität: Elektromagnetische Theorie der Strahlung. Teubner, Leipzig 1905 (archive.org).

- Abraham, M.: Relativitaet und Gravitation. Erwiderung auf eine Bemerkung des Herrn A. Einstein. In: Annalen der Physik. Band 38, 1912, S. 1056–1058 (mpg.de).

- Abraham, M.: Nochmals Relativitaet und Gravitation. Bemerkungen zu A. Einsteins Erwiderung. In: Annalen der Physik. Band 39, 1912, S. 444–448 (mpg.de).

- Abraham, M.: Die neue Mechanik. In: Scientia. Band 15, 1914, S. 8–27 (unibo.it).